# Banské
Banské este o comună slovacă, aflată în districtul Vranov nad Topľou din regiunea Prešov. Localitatea se află la altitudinea de 327 m deasupra n.m., se întinde pe o suprafață de 29,86 km2 și în 2017 număra 1.871 de locuitori.

## Istoric
Localitatea Banské este atestată documentar din 1397.

## Demografie
| An:                | 1994 | 2004    | 2014    | 2024    |
| ------------------ | ---- | ------- | ------- | ------- |
| Număr de persoane: | 1355 | 1563    | 1811    | 2018    |
| Diferență:         |      | +15,35% | +15,86% | +11,43% |

| An:                | 2023 | 2024   |
| ------------------ | ---- | ------ |
| Număr de persoane: | 1974 | 2018   |
| Diferență:         |      | +2,22% |